# El Chaparral (Granada)

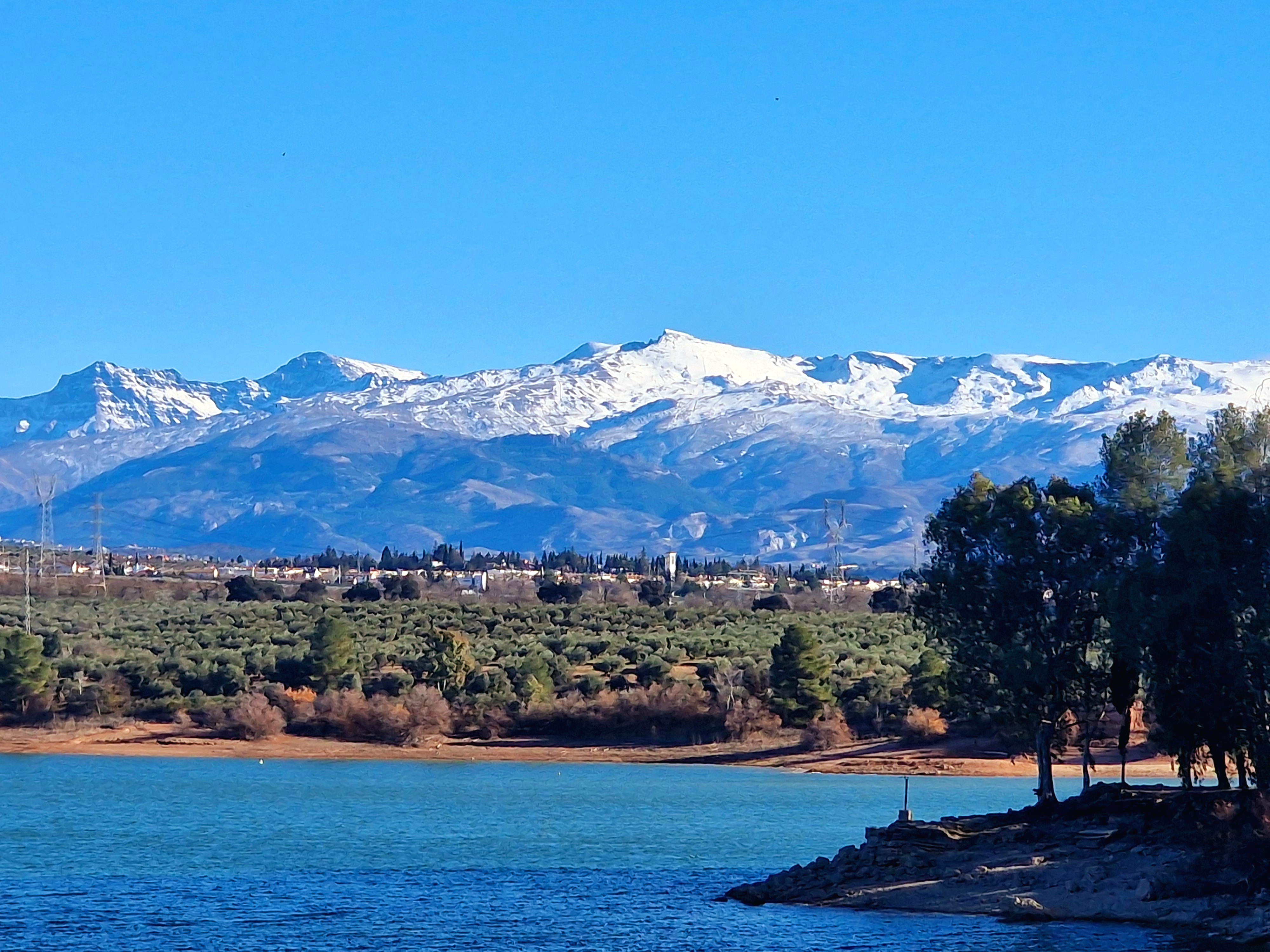
El embalse del Cubillas, próximo al núcleo de El Chaparral, con Sierra Nevada al fondo

El Chaparral es una localidad y pedanía española perteneciente al municipio de Albolote, en la provincia de Granada, comunidad autónoma de Andalucía. Está situada en la parte septentrional de la comarca de la Vega de Granada. Limítrofe a esta localidad se encuentra El Aire, y un poco más alejados están los núcleos de Monteluz, Albolote capital, Pretel, Calicasas y Parque del Cubillas.

## Historia
Los Cartujos se instalaron en Granada bajo la protección del Gran Capitán don Gonzalo Fernández de Córdoba. El Gran Capitán cedió las tierras donde se construyó el monasterio de la Cartuja. El 19 de abril de 1956, se produjo un fuerte terremoto de 5,1 grados en la escala Richter, con epicentro en la zona de Albolote y sus alrededores. El pueblo quedó prácticamente destruido. El alcalde de Albolote, Don Antonio Sánchez-Cantalejo Botijo, habló a las autoridades sobre la necesidad de expropiar la finca "Granja del Chaparral" y parcelarla, de modo que la gente de Albolote tuviera un trozo de tierra para poder buscarse la vida. La idea fue bien acogida  y pronto comenzaron los trabajos de parcelación así como la construcción del pueblo de El Chaparral.
Al principio, la casa grande o de Cartuja, que se encuentra debajo de la vía del tren y que hoy es un centro de reciclaje, por encima de la vía del tren y de la carretera, había una venta grande que se utilizaba para viviendas de los campesinos que trabajaban la tierra perteneciente al Marqués de Ibarra. Además de la Venta, un poco más arriba había una casona que parecía una masía de las que hay por el norte de España. La masía era un molino de aceite. Tenía las paredes exteriores de piedra vista, con los tejados salientes de la pared y de dos pisos, el de abajo tenía una vivienda pequeña y el resto del bajo era el molino; le vivienda de arriba era enorme, con siete habitaciones, una de ellas era una escuela. Las paredes interiores eran de madera.
En un principio existían en el pueblo unas tres manzanas y media de casas de huertos, el resto son de parcela. En la actualidad se han construido muchas casas nuevas que nada tienen que ver con las que se construyeron al principio, formando los nuevos barrios de la periferia. También se construyeron en las cercanías varias urbanizaciones, como El Aire, que fue la primera; Loma Verde, Villas Blancas y otras que se están construyendo actualmente. A los parcelistas se les entregó un lote de animales consistente en una yegua y dos vacas. Además, se les dio las semillas para la siembra. Los parcelistas tenían que pagar cuando recogieran la cosecha, el lote de animales y las semillas.
A los huertistas se les puso desde el principio una renta fija anual, pagando así la casa y el huerto. Pasando el tiempo, tanto huertistas como a los parcelistas les pusieron una renta anual, mediante la cual pagaban la tierra y la vivienda. En la actualidad, la mayoría de las casas y las tierras pertenecen ya a sus dueños, aunque los secaderos del tabaco, que están medio derruidos, no se pueden derribar por existir problemas burocráticos que nadie se decide a solucionar ya que los viejos parcelistas han ido muriendo y en la actualidad, varios hijos o nietos de los colonos originarios, han continuado con la tierra y las casas.

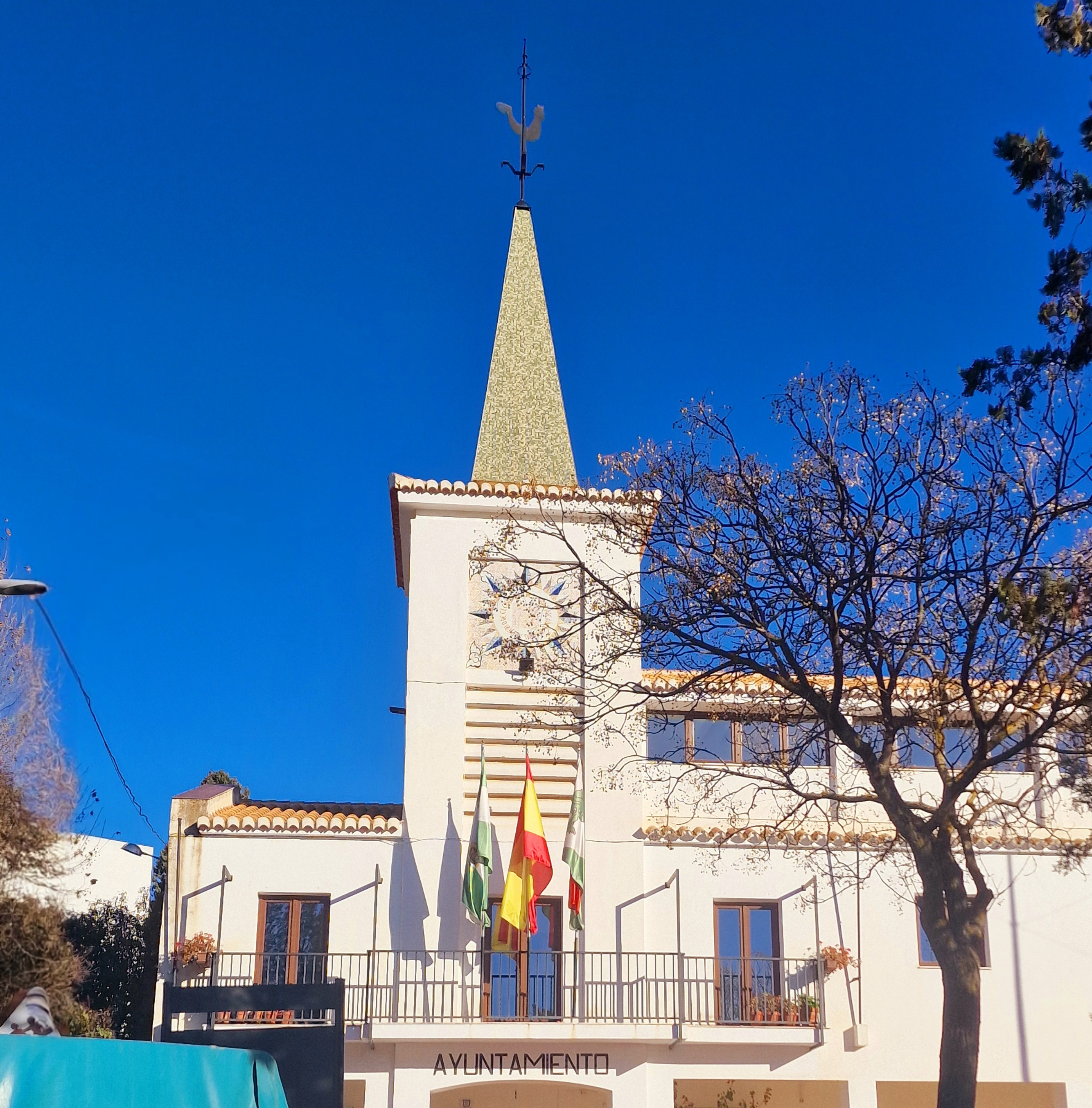
Oficina municipal del Ayuntamiento de Albolote en El Chaparral

Al principio y durante bastante tiempo, la gente, familias enteras, se dedicaban al cultivo de la tierra, pero con el paso del tiempo los hijos se fueron casando y formando sus propias familias. Muchos de ellos construían sus viviendas dentro de los patios de las casas de sus padres, tal y como están hoy. Estas nuevas familias se buscaron trabajo fuera del pueblo, en Granada capital u otros pueblos cercanos, ya que la parcela no daba suficiente para que vivieran todos de forma decente, así que con el tiempo se ha convertido en una ciudad dormitorio, ya que la mayoría de los habitantes dependen del trabajo exterior. Actualmente, en la plaza de la Rosa se erigió un monumento para homenajear a los primeros parcelistas de El Chaparral, en los que se puede ver un arado y un hombre.

## Demografía

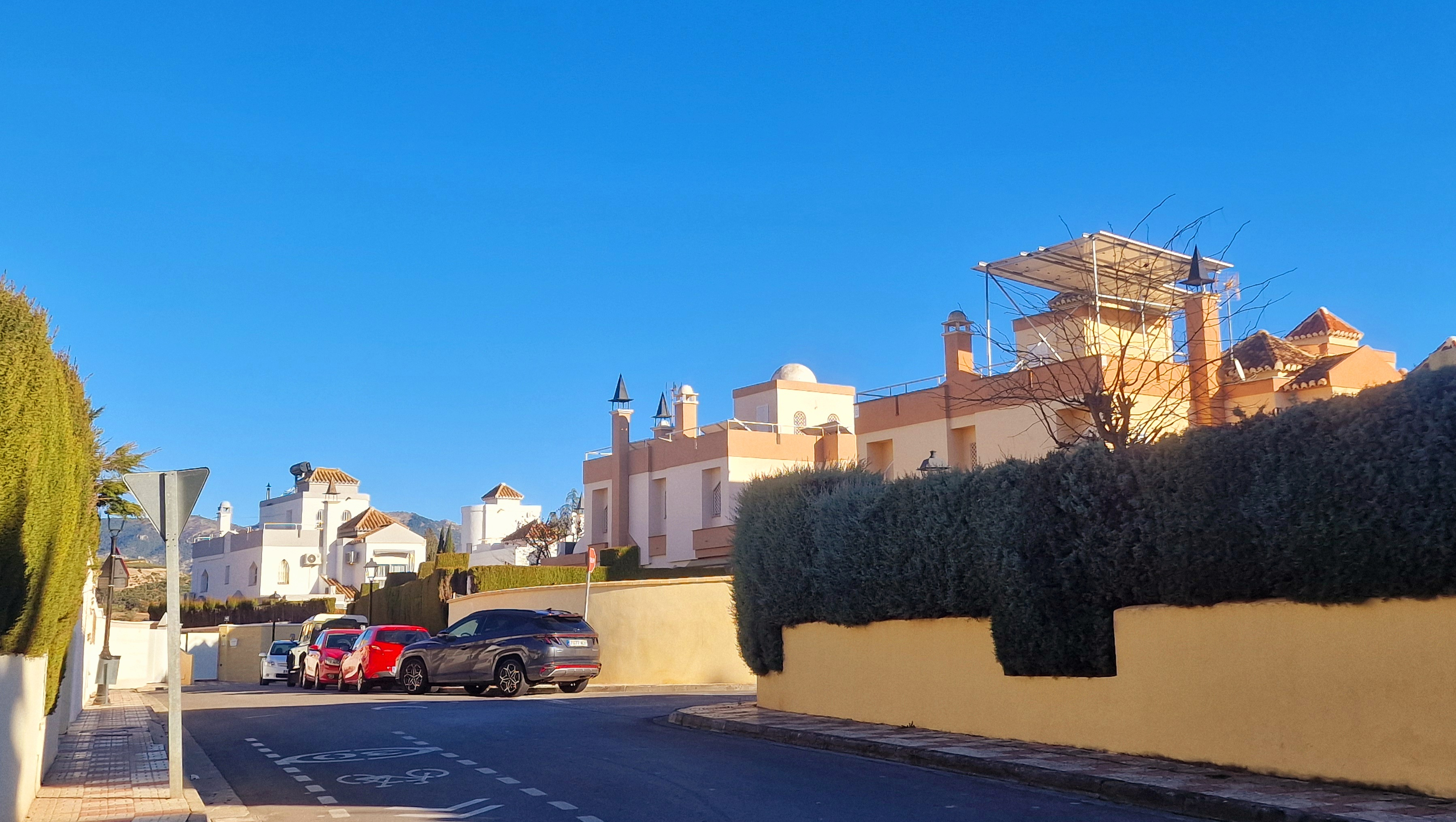
Viviendas situadas en la calle Torre del Generalife, en la urbanización Villas Blancas, El Chaparral

Según el Instituto Nacional de Estadística de España, en el año 2024 El Chaparral contaba con 1337 habitantes censados, lo que representa el 6,83 % de la población total del municipio.

### Evolución de la población
| Gráfica de evolución demográfica de El Chaparral entre 2004 y 2024 |
|                                                                    |
| Datos según el nomenclátor publicado por el INE.                   |

## Cultura

### Fiestas
Sus fiestas populares se celebran cada año el fin de semana más próximo al 15 de mayo en honor al patrón de la localidad, San Isidro Labrador.

## Comunicaciones

### Carreteras
Las principales vías de comunicación que transcurren junto a esta localidad son:
| Identificador | Denominación                      | Itinerario              |
| ------------- | --------------------------------- | ----------------------- |
| A-44          | Autovía de Sierra Nevada          | Bailén - Motril         |
| GR-30         | Segunda circunvalación de Granada | Albolote - Alhendín     |
| N-323a        | Carretera de Sierra Nevada        | Bailén - Motril         |
| GR-3419       | De A-44 a GR-3424                 | El Chaparral - Güevéjar |